# Pancratius van Rome
Pancratius (Synnada, Frygië, 289 - Rome, 12 mei 304), vernederlandst tot Pancras of Pancraas, is een christelijke heilige.
De legende wil dat Pancratius een jongen uit Frygië was, die op 14-jarige leeftijd in Rome martelaar werd. In een uiterste poging om het christendom voorgoed te vernietigen eisten de keizers Diocletianus en Maximianus dat iedereen verplicht was om te offeren aan de Romeinse goden. Bij weigering hiervan volgde de doodstraf. Pancratius weigerde.
Paus Symmachus bouwde een kerk over het graf van deze martelaar: de Sint-Pancratiusbasiliek. Een eed, afgelegd in deze kerk, gold als bijzonder heilig in de middeleeuwen.
Pancratius genoot in de middeleeuwen over heel Europa bijzondere verering. Hij is een van de vier ijsheiligen, samen met Sint-Mamertus, Sint-Servatius en Sint-Bonifatius. Zijn naamdag is 12 mei.

## Vernoemingen
- Er zijn meerdere kerken en parochies naar hem vernoemd, zie Sint-Pancratiuskerk
- In Heerlen werd 1878 het Koninklijk Heerlens Mannenkoor "Sint Pancratius" opgericht, vernoemd naar de patroonheilige van de stad.
- In Noord-Holland is het dorp Sint Pancras naar hem vernoemd.
- In Brummen en Enkhuizen zijn basisscholen naar hem vernoemd.
- In Badhoevedorp is een voetbalclub (RKSV Pancratius) naar hem vernoemd.
- In Erica is een scoutinggroep naar hem vernoemd
- In Londen is een treinstation en een metrostation naar hem vernoemd
- In Leiden zijn twee wijken (Pancras-west en Pancras-oost) naar hem vernoemd, bij Amstelveen een polder c.q. een wijk: Bankras
- In Frankrijk zijn meerdere gemeenten naar hem vernoemd, zie Saint-Pancrace (Savoie) en Saint-Pancrace (Dordogne).